# إمارة لاين

علم امارة لاين

إمارة لاين (بالألمانية: Fürstentum Leyen) دولة نابليونية ألمانية كانت موجودة في هوهنغيرولدسك في غرب ولاية بادن فورتمبيرغ الحديثة بين عامي 1806-1814. كان آل لاين قد اكتسبوا العديد من المناطق في ألمانيا الغربية، وفي النهاية ورثها خط لاين الكونتات في أدندورف. في سنة 1797 هزمت فرنسا الإمبراطورية الرومانية المقدسة التي فقدت كل الأراضي غرب نهر الراين. بعد هزيمة النمسا في 1806، تمت ترقية الكونت فيليب فرانس أدندورف إلى رتبة أمير، وتمت إعادة تسمية أراضيه إلى «إمارة لاين». شكلت الأراضي جيباً تحيط به بادن. أصبح الأمير فيليب فرانس كحال أعضاء اتحاد الراين الآخرين إلى حد كبير دمية فرنسية، وفي أعقاب هزيمة نابليون في معركة لايبزش سنة 1813، اختار مؤتمر فيينا ضم مملكته واعطائها إلى النمسا. في 1819، باعتها النمسا إلى بادن.